# Ситня (приток Каширки)
Ситня — река в России, протекает в городском округе Ступино Московской области. Правый приток реки Каширки.
На картах конца XIX и первой половины XX веков для названия реки использовался гидроним Ситенка.
Берёт начало западнее села Ситне-Щелканово. Направление течения — восток-юго-восток. Протекает между деревнями Псарёво и Савино, затем мимо Алеево-2 и Тишково. После пересечения Московской железной дороги (Павелецкого направления) у платформы Ситенка Ситня течёт мимо деревень Воскресенки, Колюпаново. Впадает в Каширку в 13 км от её устья, в селе Старая Ситня.
По данным Государственного водного реестра России, относится к Окскому бассейновому округу. Речной бассейн — Ока, речной подбассейн — бассейны притоков Оки до впадения Мокши, водохозяйственный участок — Ока от города Серпухова до города Каширы.